# 眼下の敵
『眼下の敵』（がんかのてき、英語: The Enemy Below）は、1957年のアメリカ合衆国・西ドイツの戦争映画。第二次世界大戦における大西洋上のアメリカ海軍護衛駆逐艦とドイツ海軍潜水艦（Uボート）の戦いを描く。
監督はディック・パウエル、出演はロバート・ミッチャムとクルト・ユルゲンスなど。

## 概要
元イギリス海軍中佐D・A・レイナーの実体験を元にした小説『水面下の敵』を、20世紀フォックスが映画化した作品。対潜戦の心理的駆け引きと1対1の決闘を描き、戦争映画・潜水艦映画の古典的名作として名高い。また、主演のロバート・ミッチャムの代表作の一つである。共演したクルト・ユルゲンスにとっては初のハリウッド映画出演で、戦後ドイツを代表する俳優として知られつつあった彼は本作で知名度をさらに高め、以後、戦争映画でのドイツ軍人を当たり役とするようになった。俳優出身であるディック・パウエルの、映画監督としての代表作でもある。
破壊シーンはミニチュア特撮が使われているが、撮影にはアメリカ海軍が全面協力しており、実際の護衛駆逐艦（USS ホワイトハースト）の砲撃・爆雷投下シーンは評判になった。
米独どちらかを一方的に悪役とはせず、両者を公平に描いている。原作では連合国側駆逐艦はイギリス海軍所属「ヘカテ」とされたが、映画化に際してはアメリカ海軍所属の護衛駆逐艦に差し替えられている。
ドイツ人役も英語であるが、ドイツ語訛りの英語で差別化を図っている。中盤でUボートの乗員が歌ったのはドイツ軍人のレオポルト1世 (アンハルト＝デッサウ侯)にちなんだ「デッサウ行進曲」である。
音響効果を担当したウォルター・ロッシは、1957年度アカデミー賞最優秀特殊効果賞（現アカデミー音響編集賞）を受賞。

## 護衛駆逐艦USSヘインズ（DE-181）
護衛駆逐艦USSヘインズ（DE-181）は、映画では真珠湾で米海軍が提供したUSS ホワイトハースト （DE-634）によって表現されている。電話の話し手、砲と爆雷の乗組員、そして船を放棄するすべての乗組員など、実際の船の乗組員の多くが映画に登場する。
ホワイトハーストの艦長、ウォルター・スミス少佐は、技術士官を演じた。彼は、戦闘前の小休止中に、下士官がローマ帝国衰亡史を読んでいるすぐ隣で漫画（リトル・オーファン・アニー）を読んでいる男性である。ホワイトハーストは1971年に標的艦として沈没した。実際のDE-181は、キャノン級護衛駆逐艦 USS ストラウブ （DE-181） （1974年に解体）であった。

## ストーリー
第二次世界大戦中の南大西洋。トリニダード・トバゴへ向け航行中のアメリカ海軍のバックレイ級護衛駆逐艦「ヘインズ」は、民間出身のマレルが艦長として着任していたが、出港以来艦長室から出てこないため乗組員たちは船酔いを疑い、その資質に疑問を抱いていた。ある日の夜、ヘインズは浮上航行中のドイツ海軍のUボートIX型を発見し、ようやく艦長室から出てきたマレルの指揮下、追尾行動に入る。敵の追跡を察知したUボートの艦長シュトルベルクは潜航してこれを振り切ろうとするが、ヘインズは、早朝に爆雷攻撃を開始、Uボートに損傷を与えることはできなかったものの、わざと左舷を敵潜の真後ろにさらし、一度撃てば終わりのUボートの後部発射管の魚雷を使わせてしまうことに成功する。これにより乗組員たちはマレルへの態度を改め、士気も高まる。
Uボートは、造泡ポリマーと水上艦より早い回頭能力により、ヘインズの真下を逆航、一度はそのまま逃げ切ることに成功するが、シュトルベルクはイギリスの暗号表の受け取りで味方水上艦と合流する任務を負っていたため、いずれは元進路の140°（360°式で南東）に戻らざるを得ず、またそのことを、マレルに読まれていたため、もとの進路に戻ったところを再び捕捉されてしまう。相手が只者ではないと悟ったシュトルベルクは危険承知で、安全潜航深度を超えた310mの海底に着底し、音をたてず、ヘインズがこちらを見失ったと判断して去るのを待つ。しかし、それもマレルには読まれており、ヘインズもまた、音を立てず、洋上で停止していたのだった。
その間、Uボートの先にいるドイツ水上艦がヘインズよりも強力であると見込んだマレルは、近海の友軍に援軍を求めるが、到着まで半日以上かかることが判明する。やがてシュトルベルクは、海底を離れ、静かに元進路の140°に動き出す。これに対しマレルは2時間ごとの波状攻撃を仕掛けて、Uボートの乗組員を心理的に追い込む作戦に出る。度重なる爆雷攻撃により、Uボートには、降伏を進言したり、パニックになる乗組員が出る。しかし、シュトルベルクはレコードをかけ、それをあえて大音量で流し、歌声を合わせて乗組員を鼓舞。聴音機からその様子を知ったマレルも、敵艦長の不屈の闘志に敬意を抱くようになる。
そのうちにシュトルベルクは波状攻撃をかけてくるヘインズの動きに一定のパターンがあることに気づく。そして、次の爆雷攻撃のさい、そのパターンの隙をつき、4本の魚雷を放射線状に発射、1本をヘインズの機関室に命中させることに成功する。ヘインズは沈没が免れない損傷を受けるが、マレルはマットレスを甲板上で燃やして艦が戦闘不能な様に偽装し、Uボートを海上におびき出す。シュトルベルクはその策にはまり、Uボートを浮上させ、ヘインズに対して「5分後に攻撃を開始する」と警告して退艦を促す。マレルはその時間を利用して艦の航行と砲撃に必要な最低限の人員以外を退艦させた後、ヘインズをUボートに突進させ、砲撃を開始する。Uボートは応戦するが、ヘインズに乗り上げられ、両艦とも炎上する。シュトルベルクも自爆装置を仕掛けて退艦を命じ、脱出したUボートの乗組員達は先に脱出したヘインズの乗組員達のボートに救助される。そのあいだシュトルベルクは、長年の腹心ハイニが重傷を負って艦内に取り残されている事を知り救助に向かう。残っていた乗員も退艦させ、ヘインズ上最後のひとりとなったマレルは、Uボート上にシュトルベルクとハイニを発見。一旦はそのまま退艦しようとするが、引き返す。艦長同士たがいに無言で敬礼を交わしたのち、マレルはふたりの救助を試みる。マレル(とシュトルベルクとハイニ)がまだヘインズに残っていることを知った双方の乗組員達は、自爆装置がいつ作動するか分からない危険を顧みず、ボートをヘインズに接舷させて3人を救い出す。この最後の3人が救助された直後、Uボートの自爆装置が作動、両艦は共に爆沈する。
援軍として到着したアメリカ海軍の駆逐艦上、捕虜となったUボートの乗組員たちは、戦死したハイニのため水葬を執り行う。葬儀を終えた後、後部甲板でシュトルベルクが「もう何度も死んでいるはずなのにいつも助かる。今回助かったのは君のせいだ」と言うと、マレルは「なら今度はロープを投げないよ」と冗談交じりに言う。それに対し、シュトルベルクは「いいや、君はまた投げるさ」と返す。

## 主要人物
マレル艦長
演：ロバート・ミッチャム
バックレイ級護衛駆逐艦「ヘインズ」の艦長、階級は少佐。貨物船の三等航海士だったが船をUボートに撃沈され、一緒に乗船していた妻を失い、自らも長期間海を漂流していた。治療を終えた後に海軍に志願するが完全に回復しておらず、比較的負担の少ない海域に回された。当初は部屋で休養していたため乗組員から船酔いする素人と軽んじられ、「促成栽培のもやし」と揶揄されてもいた。しかし実際には卓越した指揮能力と勝負勘の持ち主であり、Uボートの動きを読み切って攻撃を再三かわし、部下の信頼を一挙に得る。
戦争に対しては批判的で、戦争を繰り返す人間に対して「破壊と苦痛に終わりはない。いずれこの戦争は終わるが、次がまた始まるだろう」と諦観している。
軍医
演：ラッセル・コリンズ
町医者から徴用された軍医で階級章は大尉。元々の診療科は小児科。いつもパイプを燻らせ穏やかな物腰ながら、人間性に対しては希望を持っており、マレル艦長とも時に議論を戦わせる。
作中では常に役職（Doctor）で呼ばれており本名は不明。
ウェア副長
演：デヴィッド・ヘディソン
新進気鋭の若手将校。階級は大尉。学生時代はヨットレースの艇長だった。当初はマレルの能力に懐疑的だったが、Uボートとの戦いの中で艦長を尊敬するに至る。

### ドイツ海軍
シュトルベルク艦長
演：クルト・ユルゲンス
ドイツ海軍Uボート艦長。第一次世界大戦からの古参で、叩き上げで艦長になった。卓越した指揮能力と豊富な経験、騎士道精神により部下からの信頼も厚い。作品中に階級に関する言及はないがくたびれた尉官の制帽を着用している。
軍人一家で息子二人は既に戦死したが、軍人の務めと割り切ろうとしている。しかしナチスに批判的であることや、戦争の機械化と大量破壊が進む現状等から「昔の戦争は負けても名誉が残った。しかしこの戦争には名誉などない。勝っても嫌な記憶が残るだけだ」と厭戦気分を募らせている。
ハイニ・シュヴァッハ先任士官
演：セオドア・ビケル
シュトルベルク艦長とは士官候補生時代からの友人。艦長が腹を割って話せる艦内で唯一の人物。
クンツ
演：アーサー・ラ・ラール
新人の士官。階級は少尉。アドルフ・ヒトラーの信奉者で、非番の時は我が闘争を読んだり、終始堅苦しい言動で、艦長には呆れられている。そのくせヘインズから爆雷による波状攻撃を受けた時は恐怖のため、降伏を艦長に進言し、逆に「われわれは総統のために死ぬだけだ」と皮肉られる。

## 日本語吹替
| 役名               | 俳優                     | 日本語吹き替え                           | 日本語吹き替え                         | 日本語吹き替え |
| 役名               | 俳優                     | NETテレビ版                              | フジテレビ版                           | テレビ朝日版 |
| ------------------ | ------------------------ | ---------------------------------------- | -------------------------------------- | --- |
| マレル艦長         | ロバート・ミッチャム     | 浦野光                                   | 小林清志                               | 浦野光 |
| シュトルベルク艦長 | クルト・ユルゲンス       | 久松保夫                                 | 久松保夫                               | 井上孝雄 |
| ウェア副長         | デヴィッド・ヘディソン   | 細井重之                                 | 北原隆                                 | 堀勝之祐 |
| ハイニ先任士官     | セオドア・ビケル         | 小林清志                                 | 富田耕生                               | 雨森雅司 |
| 軍医               | ラッセル・コリンズ       | 高城淳一                                 | 杉田俊也                               | 大久保正信 |
| ホレム             | カート・クルーガー       |                                          |                                        | |
| クレイン中尉       | フランク・アルバートソン |                                          |                                        | 緑川稔 |
| 操舵手             | ビフ・エリオット         |                                          |                                        | |
| クンツ少尉         | アーサー・ラ・ラール     |                                          |                                        | 納谷六朗 |
| エリス             | デヴィッド・ベア         |                                          |                                        | 幹本雄之 |
| その他             |                          |                                          |                                        | - 広瀬正志 - 沢木郁也 - 池田勝 - 笹岡繁蔵 - 若本紀昭 - 村山明 - 石丸博也 - 徳丸完 - 野島昭生 - 屋良有作 - 有本欽隆 - 小出童太 - 水鳥鉄夫 - 仲木隆司 - 石森達幸 - 鹿沼政仁 |
|                    |                          |                                          |                                        | |
| 演出               |                          |                                          |                                        | 春日正伸 |
| 翻訳               |                          |                                          |                                        | 鈴木導 |
| 調整               |                          |                                          |                                        | 山田太平 |
| 効果               |                          |                                          |                                        | 赤塚不二夫 PAG |
| プロデューサー     |                          |                                          |                                        | 小林直紀 |
| 制作               |                          |                                          |                                        | 日米通信社 |
| 初回放送           |                          | 1971年1月15日 19:30-20:56 『洋画特別席』 | 1974年6月7日 21:00-22:55 『G洋画劇場』 | 1980年9月7日 21:00-22:54 『日曜洋画劇場』 正味約95分 |

- テレビ朝日版が20世紀フォックスから発売のBDに収録された。